# Škofija Concordia - Pordenone
Konkordijsko-pordenonska škofija (latinsko Dioecesis Concordiensis-Portus Naonis, italijansko Diocesi di Concordia-Pordenone, furlansko Diocesi di Concuardie-Pordenon) obstaja od leta 388.
Škofija je podrejena beneškemu patriarhatu. Škofija zdaj pokriva 2.695 km2 in ima 190 župnij ter 8 vikariatov.

## Zgodovina
Škofija je dobila ime po rimskem mestu Iulia Concordia (danes Concordia Sagittaria), ki naj bi bilo ustanovljeno verjetno leta 42 pr. n. št. in je bilo počivališče (statio) na cesti Via Annia med Altinumom in Oglejem.